# Azmidi
Azmidi („kleines Schild“), Bayer-Bezeichnung Xi Puppis, (ξ Puppis) ist ein Stern im Sternbild Achterdeck des Schiffs mit der Spektralklasse G6 Ia und einer scheinbaren Helligkeit von 3,34 mag. Die Entfernung beträgt ca. 1200 Lichtjahre.
Weitere Schreibweisen oder Namen sind Aspidiske oder Asmidiske.